# Siphona pulla
Siphona pulla är en tvåvingeart som beskrevs av Henry J. Reinhard 1975. Siphona pulla ingår i släktet Siphona och familjen parasitflugor. Inga underarter finns listade i Catalogue of Life.